# スリー・クァルテッツ
『スリー・クァルテッツ』（Three Quartets）は、アメリカ合衆国のジャズ・ピアニスト、チック・コリアが1981年に録音・発表したスタジオ・アルバム。

## 背景
コリアは本作では、全編ともアコースティック・ピアノに専念しており、レコーディングではベーゼンドルファーのピアノを使用した。参加メンバーのうちコリアを除く3人は、当時ステップスというバンドで活動していた。

## 反響・評価
アメリカでは総合アルバム・チャートのBillboard 200で179位、『ビルボード』のジャズ・アルバム・チャートでは17位を記録した。スコット・ヤナウはオールミュージックにおいて5点満点中4.5点を付け「真のジャズ・ファンにお薦めの演奏」と評している。

## リイシュー
コリアは1992年に自身のレーベル「ストレッチ・レコード」を設立したのに伴い、ワーナー・ブラザース・レコードから本作の権利を買い戻し、当時のセッションで録音された未発表音源4曲をボーナス・トラックとして追加したリマスターCDを発売した。なお、ボーナス・トラックのうち「ヘアリー・カナリー」は、本作リリース後のアメリカ・ツアーでセットリスト入りした。また、1981年7月15日のモントルー・ジャズ・フェスティバル（本作とは異なりジョー・ヘンダーソン、ゲイリー・ピーコック、ロイ・ヘインズをサイドマンに迎えた編成）では「フォーク・ソング」、「ヘアリー・カナリー」、「スリッパリー・ホエン・ウェット」も演奏されており、その模様は1994年発売のライブ・アルバム『ライヴ・イン・モントルー』に収録された。
2001年12月にコリアのキャリア40周年および還暦を記念してニューヨークのブルーノートにて3週間にわたって行われた公演では、9種類の異なる編成のうちの一つとして「スリー・カルテッツ・バンド」名義で本作のレコーディング・メンバー全員が再集結し、本作の収録曲全曲がオリジナルメンバーで再演された。この音源はライブ『ランデヴー・イン・ニューヨーク』に抜粋して収録された後、9枚組DVDボックスの1枚としてパッケージ化された。

## 収録曲
特記なき楽曲はチック・コリア作曲。
1. クァルテットNo. 1 - "Quartet No. 1" - 10:16
2. クァルテットNo. 3 - "Quartet No. 3" - 9:41
3. クァルテットNo. 2 - パート1（デューク・エリントンに捧ぐ） - "Quartet No. 2 (Part 1) (Dedicated to Duke Ellington)" - 7:09
4. クァルテットNo. 2 - パート2（ジョン・コルトレーンに捧ぐ） - "Quartet No. 2 (Part 2) (Dedicated to John Coltrane)" - 12:01

### 1992年リマスターCDボーナス・トラック
1. フォーク・ソング - "Folk Song" - 5:51
2. ヘアリー・カナリー - "Hairy Canary" - 3:43
3. スリッパリー・ホエン・ウェット - "Slippery When Wet" - 6:02
4. コンファメーション - "Confirmation" (Charlie Parker) - 6:19

## 参加ミュージシャン
- チック・コリア - ピアノ
- マイケル・ブレッカー - テナー・サクソフォーン
- エディ・ゴメス - アコースティック・ベース
- スティーヴ・ガッド - ドラムス